# 瓦庫昆戈
瓦庫昆戈是西非國家安哥拉的城市，由南廣薩省負責管轄，位於該國中部高地，處於羅安達東南約400公里，該鎮土地肥沃和雨量充足，適合發展農業，2006年人口約11,000。